# گمینا جرژونگوو
گمینا جرژونگوو (به لهستانی:  Gmina Dzierżoniów) یک گمینا در لهستان است که در شهرستان جرژونگوف واقع شده‌است. گمینا جرژونگوو ۱۴۲٫۰۵ کیلومتر مربع مساحت و ۹٬۳۹۱ نفر جمعیت دارد.